# Токарев, Михаил Михайлович
Михаил Михайлович Токарев (23 августа 1948, Семипалатинск, Восточно-Казахстанская область, Казахская ССР) — советский и казахстанский актер кино и театра. Заслуженный артист Казахстана (1996). Народный артист Казахстана (2023).

## Биография
Родился 23 августа 1948 года в Семипалатинске.
В 1970 году окончил актерский факультет Новосибирского театрального училища, в 1986 году - филологический факультет Казахский национальный университет имени аль-Фараби.
С 1970 года — актер Омский академический театр драмы.
С 1973 года - актер Русский театр драмы имени М. Ю. Лермонтова.

## Театральные работы
- М. Поли - Жижи (Страсти на Лазурном Берегу) - Анатоль Лонглайф;
- Э. де Филиппо - Филумена - Адвокат Ночелла;
- А. Грибоедов - Горе о ума - Павел Афанасьевич Фамусов;
- М. Лермонтов - Маскарад - Шприх;
- Ж.-П. Абу - Трансфер - Жан;
- Н. Гоголь - Ревизор - Бобчинский;
- Р. Куни - №13 - Ричард Уилли;
- Б. Шоу - Пигмалион - Полковник Пикеринг;
- А. Рейно-Фуртон - Уроки французского - Амедей;
- И. Каржухова, Л. Браусевич - Аленький цветочек - Купец;
- Е. Черняк - Василиса Прекрасная - Баба-яга

## Награды и звания
- 1996 год — Заслуженный артист Казахстана (9 декабря 1996 года) — за заслуги перед государством и в связи с 5-летием Независимости Республики[1]
- 2013 год — Орден Курмет[2].
- 2015 год — Почётный знак «За заслуги в развитии культуры и искусства» (16 апреля 2015 года, Межпарламентская ассамблея СНГ) — за значительный вклад в формирование и развитие общего культурного пространства государств - участников Содружества Независимых Государств, реализацию идей сотрудничества в сфере культуры и искусства[3][4]
- 2023 год — Народный артист Казахстана[5]